# Pteroglossa
Pteroglossa es un género de orquídeas de la subfamilia Orchidoideae. Se distribuyen por América desde México hasta Argentina.

## Especies
A continuación se brinda un listado de las especies del género Pteroglossa aceptadas hasta mayo de 2011, ordenadas alfabéticamente. Para cada una se indica el nombre binomial seguido del autor, abreviado según las convenciones y usos y la publicación válida.
1. Pteroglossa euphlebia (Rchb.f.) Garay, Bot. Mus. Leafl. 28: 350 (1980 publ. 1982).
2. Pteroglossa glazioviana (Cogn.) Garay, Bot. Mus. Leafl. 28: 350 (1980 publ. 1982).
3. Pteroglossa hilariana (Cogn.) Garay, Bot. Mus. Leafl. 28: 350 (1980 publ. 1982).
4. Pteroglossa lurida (M.N.Correa) Garay, Bot. Mus. Leafl. 28: 350 (1980 publ. 1982).
5. Pteroglossa luteola Garay, Bot. Mus. Leafl. 28: 288 (1980 publ. 1982).
6. Pteroglossa macrantha (Rchb.f.) Schltr., Beih. Bot. Centralbl. 37(2): 450 (1920).
7. Pteroglossa magnifica Szlach., Orchidee (Hamburg), Suppl. 3: 49 (1996).
8. Pteroglossa regia (Kraenzl.) Schltr., Beih. Bot. Centralbl. 37(2): 451 (1920).
9. Pteroglossa rhombipetala Garay, Bot. Mus. Leafl. 28: 289 (1980 publ. 1982).
10. Pteroglossa roseoalba (Rchb.f.) Salazar & M.W.Chase, Lindleyana 17: 176 (2002).
11. Pteroglossa travassosii (Rolfe) Salazar & M.W.Chase, Lindleyana 17: 176 (2002).